# 海炭市叙景
『海炭市叙景』（かいたんしじょけい、映画英題：Sketches of Kaitan City）は、日本の作家佐藤泰志の短編小説集、およびそれを原作とした映画作品。
1991年に集英社から出た同名単行本、2007年（平成19年）『佐藤泰志作品集1』（クレイン）、2010年の同名小学館文庫に収められている。

## 概要
函館市を模した架空の北の地方都市「海炭市」を舞台に、市井の片隅でさまざまな事情を抱えながら生きる18組の人びとが交差し、連鎖しながら生きる姿を描く。
芥川賞候補5回、三島賞候補にもなったが受賞せず自殺した佐藤の遺作であり、未完の短編小説。1981年（昭和56年）東京から家族を連れて帰郷した佐藤が職業訓練校に通いながら構想を練ったという。函館市文学館の佐藤コーナーには、単行本の表紙となった高専寺赫の絵画「叙景」や佐藤手書きの「海炭市地図」などを見ることができる。
佐藤の函館西高校時代の同期生やシネマアイリス代表の菅原和博などが「海炭市叙景」の映画化を目指し、2009年（平成21年）に函館で映画製作実行委員会を結成。市民から製作費などの協力を募って準備を進め、2010年（平成22年）秋に公開。監督は帯広出身の熊切和嘉、撮影は近藤龍人。映画化に伴って、小学館より文庫の再刊もされた。
18の各小題は佐藤と交流のあった詩人・福間健二の詩からとられており、福間は初刊本の解説も担当した（小学館文庫版にも川本三郎の解説とあわせ再録）。

## あらすじ
両側を海に挟まれた北国の小さな砂洲の街「海炭市」を舞台に市井の人々の人生をつづる。

### 第1章 物語のはじまった崖
まだ若い廃墟
若い兄妹は、なけなしの金をはたいてロープウェイに乗り年越しを迎えた。帰りの切符代が足りず、兄は妹だけをロープウェイに乗せ、自らは冬の登山道を通って下山するという。妹はロープウェイの山麓駅で兄の帰りをただ待ち続けていた。
青い空の下の海
結婚することになった青年は相手を親に会わせるため海炭市行きのフェリーに乗っていた。海炭市の山が見えた時青年は正月に起こった遭難事故のことを思い浮かべながら妻となる女とこの先の行く末について語らいの時を過ごす。
この海岸に
一度は首都に出た満夫は母が結核にかかり入院したことを機に妻と子を連れ海炭市にUターンしたが、父とのわだかまりをかかえたままでいた。新居に引っ越しの荷物が届かずいらだちを募らせつつ、暖を求めて寂れかけた海岸通り沿いの街並みを歩き酒屋にたどり着き一杯くちにしながら父とのことを今一度思い返す。
裂けた爪
実家の燃料店を継いだ春夫は配達先で足の指を地面とガスボンベの下に挟みケガをする。配達先のアパートの住人に応急処置をしてもらい店に戻り、プールに行く約束を守れなかったことを詫びるためひとり息子のアキラを呼ぼうとするが、アキラの様子がおかしいことに気づき、後妻の勝子が前妻との子であるアキラに虐待を加えていることを確信する。
一滴のあこがれ
塗装会社を倒産させた父の都合で淳は海炭市から80km離れた人口2万の仙法志街から引っ越してきた。父新しい市街地となる工業団地の建設現場で働き母は文句を言いつつも近所の卵問屋にパート勤め。学校をズル休みした淳は記念切手を取り扱う古物商が入る駅前の繁華街のデパートに足を向け、街の営みの中で14の少年なりの想いを膨らませる。
夜の中の夜
駅前のパチンコ屋に勤めている幸郎は店のマネージャーから若い従業員の忍の素行について相談を持ちかけられる。幸郎は息子ほど歳の離れた忍に息子に接するかのようにことを辞めるよう諭す、一通りの話を終えた幸郎は連絡船の桟橋に向かいながら自らの過去と海炭市を離れる時には幸郎という偽名を名乗らなくて済むことを振り返り想いにふける。
週末
もうすぐ定年を迎えようとする路面電車の運転手の達一郎は初孫が生まれようとしているこの日もいつも通り電車を運転する。車窓に見える海炭市の市街地を眺めながらこの街の行く末、妻の猛反対を押し切り結婚した娘とその夫などをのことを想い気持ちをざわめかせる。
裸足
祖母の納骨に立ち会うため首都から帰郷した博は、祖母のルーツをたどりかつて働いていたという古新開町の繁華街に繰り出したが、なぜか場末のポン引きスナックにたどり着く。しかたがなく母ほどの歳の女の相手をしていると浜言葉を使う男がやって来て別の客のスーツ姿の男とケンカを始め、浜言葉の男を止めるかたちで博が仲裁に入りその浜言葉を使う男をタクシーで送って行くこととなる。
ここにある半島
悦子は街の東の山の麓にある墓地公園の管理事務所に勤める。墓地公園周辺は普段は人気がなく、ひたすらウォークマンでスティングのテープを聞きながら淡々と日々の業務をこなす。悦子は静かな山の上から海炭市の街のありようについて、そして自分のこれからについていろいろと考える。

### 第2章 物語はなにも語らず
まっとうな男
首都の国際空港の建設現場に勤めていた寛二は空港の工事の終わりとともに失業、海炭市に戻り職業訓練校の建築科に入った。普段は訓練校の寮に住む寛二は、外泊許可を取り妻がいる家のある漁村地域の矢不来に帰省するため、ビール3本引っ掛け制限速度オーバーで産業道路を走っていたが、追い越したスカイラインが覆面パトカーだったためスピード違反で取り締まりを受けることとなり警官ともめ事になる。
大事なこと
忠夫は、遅産に悩まされる妻を持ち、妻を気づかいながらタンクローリーの運転手をしていて、開通したばかりの産業道路を走り、新しい市役所の建設現場に生コンを運んでいる。自分と同学年で海炭市で唯一甲子園に出場してドラフト1位でプロ野球選手になった男のことを思いながら朝野球に励みチームメイトと今日の試合の勝利を誓う。
ネコを抱いた婆さん
トキは息子夫婦と共に暮らし、産業道路の開通と近所の離農で1件だけ取り残された畑でアスパラガスを栽培し、豚やニワトリを飼う。豚の臭いや道路に突き出た敷地について近所から苦情が入るようになり、役所の人間が頻繁に説得に来るようになる。駅の近くの「朝の市場」に通う嫁は、産業道路の周辺にある空き地を利用し近隣の商店と協力して青空市場を開催して商売しようと思い付くなどよくトキを感心させている。
夢みる力
広一は電力会社に勤め海炭市と合併した音江村に一戸建てを買い妻と子どもと幸せに暮らすはずが、競馬場に入り浸り、多額のカードローンを抱えていた。今日も大負けになりそうな中、かつて妻の思い付きで買った馬券のグランパスドリームという馬のことを思い出し、その時のことから妻が子どもを授かり妻の実家の父がグランパ（祖父）になること、そしてその義父の末路を回想し自分たちの行く末を思い返してみるが、足は次の馬券を買うため窓口に向かっている。
昴った夜
私立の女子校を辞め空港のレストランで働く信子は首都への強い憧れを抱く。一方でいつものように冷静に業務をこなせないでいる。その理由は久々に暴走族の集会があるからだ。ロビーでの騒ぎで首都に戻る者と残る者のやりとりを見たことから信子の首都への想いは微妙に揺れる。
黒い森
街のプラネタリウムで働く隆三は、息子の勉への配慮もあり妻が古い友人との付き合いを理由に夜の街で働き続けることに疑問を持つ。かつて息子と妻を連れ出し昆虫採集をした森の広がっていた場所は徐々に市街地としての開発が進みつつあり姿形が変わって行く。
衛生的生活
啓介は職業安定所で働き、虫歯が痛むこと以外は平和な日々を過ごす。首都の短期大学に進学した娘のことや街を行く若者たちの姿、職安を訪れる多種多様な者ものたちなどを眺めながら海炭市の行く末を啓介なりに考える。
この日曜日
恵子と夫は車で産業道路を飛ばし、首都の大手デパートが建設されるという現場に向かう。恵子は建設現場に大麻草が生えているように見えたと言ったことから、工事が始まる前に大麻草らしき物を手に入れようとしていたからだ。しかし恵子は建設現場近くの産婦人科で自らの妊娠を知っていて何か迷いの気持ちが芽生え始めていて現場に近づくに連れその迷いはより強い物に変化しているようだった。
しずかな若者
シビックの後ろにパヴェーゼの全集と荷物を載せ死んだ父の残した海炭市の別荘にやって来た龍一は、たまたま首都から来ていた女と体の関係を結んだ。相手の女の母親は龍一を好青年と誉め結婚したらどうかと口にしたという。この夏のことを振り返っ龍一は通い詰めたジャズ喫茶のマスターや両親のように何かをバッサリ捨てられるか、想い悩む。

## 背景
1949年（昭和24年）、函館に生まれた佐藤は学生時代から小説家を志し、大学入学を機に上京。いくつもの職に就きながら小説を書き続け、1977年（昭和52年）に文壇デビューした。しかし鳴かず飛ばずの時期が続き、母の結核発病を機に帰郷を決意。1981年（昭和56年）4月に家族を連れて故郷に戻り職業訓練校に通い出したが、「きみの鳥はうたえる」が芥川賞の候補に選ばれ、翌年再度上京し、執筆生活に励むようになる。
「海炭市叙景」はこの約1年間の函館生活の中で構想したとされる。佐藤にとって11年ぶりの函館は市街地化が急速に進み、変貌するなかにあった。失われていく街並みや都会の繁栄とは対照的に衰退する地方都市のありさま、函館朝市で苦労して生きた両親のような庶民の暮らしぶりに目を向け、地元・函館の街を描こうと試みた意欲作だった。引っ越しのコンテナを待つシーンなど、佐藤の函館での体験談がモチーフと思われる部分もある。小説が進むにつれ、四季は冬から春に移り変わるが、この後「夏」と「秋」も書き進める構想だった。

## 映画
2010年（平成22年）12月18日公開の日本映画。原作の短編集より、「まだ若い廃墟」「ネコを抱いた婆さん」「黒い森」「裂けた爪」「裸足」の5編を中心に構成されたオムニバス作品である。
原作の舞台が函館市をモデルとした「海炭市」であることから、函館市民を中心とした有志による製作実行委員会が発足、北海道出身の熊切和嘉を監督に迎えて映画製作が行われた。企画、PR、美術スタッフ、エキストラなどのボランティアをはじめ、メインキャストにも北海道在住の市民が多数参加している。同じく佐藤泰志原作による『そこのみにて光輝く』（2014年公開、呉美保監督）、『オーバー・フェンス』（2016年公開、山下敦弘監督）とともに「函館3部作」と位置づけられる。
公開は約60館で行われ、興行収入は約5000万円を記録した。
ストーリーの基礎は上記の短編5編だが、1本の映画内で自然な繋がりを持たせるため、他の短編に登場している電車の運転士が「裸足」の主人公の父という設定になるなどの多少の相違点がある。
キャッチコピーは「わたしたちは、あの場所に戻るのだ。」

### ストーリー
冬の海炭市。造船所に勤める兄妹、颯太と帆波は、リストラに伴い職を失う。元旦、二人は初日の出を見ようと、なけなしの小銭を持って山に登るが、帰りのロープウェイ代が足りず、颯太だけが歩いて山を下りる。帆波は閉店時間の過ぎた麓の売店の前で、独りで待ち続けるが、颯太はいつまでも帰って来ない。
街の開発のために立ち退きを迫られている老婆・トキの元には、市役所に勤めるまことが説得に訪れる。家畜たちと共に昔からこの土地に暮らすトキは、頑として立ち退きに応じない。ある日、トキの飼い猫のグレが姿を消す。
プラネタリウムの職員、隆三の妻は派手な服に身を包んで夜の仕事に出かけてゆく。中学生の息子は口をきかなくなり、夫婦の仲も家庭も冷え切っている。
そのプラネタリウムに通う少年、アキラの父・晴夫はガス屋の若社長であり、新規事業として浄水器を扱うがうまくいかない。先代である父から経営の不備をなじられ苛立つ晴夫は、妻・勝子のアキラに対する虐待に気づき、彼女に暴力を振るうが、同級生だった千恵子との不倫を逆に責められる。
路面電車の運転士・達一郎は、運転席から息子の博の姿を見かける。東京から晴夫のガス屋に浄水器の営業に来た博は、海炭市の出身だったが、父と会う事を避けていた。故郷のバーの女たち、男たちのやりとりを眺める博。
大晦日の夜、達一郎の運転する路面電車で、海炭市に生きる人々はすれ違う。
年が明け、博は墓参りの際に達一郎と再会し、ぎこちなく会話を交わす。博は海炭市を発ったフェリーで颯太の遺体が山で発見されたというニュースを聞き、デッキに出てその山を眺める。
家周辺で工事の始まったトキの元にはグレが帰ってくる。トキが妊娠しているらしいグレを、「産め、産め。みんな育ててやる」と声をかけながら優しく撫でてやる場面で、映画は幕を閉じる。

### キャスト
- 井川帆波 - 谷村美月
- 井川颯太 - 竹原ピストル
- 目黒晴夫 - 加瀬亮
- 萩谷博 - 三浦誠己
- 工藤まこと - 山中崇
- 比嘉春代 - 南果歩
- 比嘉隆三 - 小林薫
- トキ - 中里あき
- 副島 - 黒沼弘己
- 進行役 - George-K
- ラウンジ「サエコ」のママ - 渡辺真起子（声のみ）
- 目黒勝子 - 東野智美
- 目黒アキラ - 小山燿
- 笹川 - 大森立嗣
- マスター - あがた森魚
- 千恵子 - 伊藤裕子
- 萩谷達一郎 - 西堀滋樹
- リンダ - 森谷文子
- スーツの男 - 村上淳

### スタッフ
- 監督 - 熊切和嘉
- 原作 - 佐藤泰志『海炭市叙景』（『佐藤泰志作品集』クレイン、小学館文庫）
- 脚本 - 宇治田隆史
- 音楽 - ジム・オルーク
- 製作 - 菅原和博、前田紘孝、張江肇
- 企画 - 菅原和博、映画『海炭市叙景』製作実行委員会
- プロデューサー - 越川道夫、星野秀樹
- ラインプロデューサー - 野村邦彦
- 撮影 - 近藤龍人
- 照明 - 藤井勇
- 録音 - 吉田憲義
- 美術 - 山本直輝
- スタイリスト - 小里幸子
- 編集 - 堀善介
- 助監督 - 野尻克己
- 特別協賛 - 北海道新聞社、六花亭、uhb北海道文化放送
- 支援 - 文化振興基金助成金
- 制作プロダクション - ウィルコ
- 制作・配給 - スローラーナー
- 宣伝 - 太秦
- 配給協力 - シネマ・シンジケート
- 北海道配給 - シネマアイリス
- 製作 - 映画『海炭市叙景』製作実行委員会（シネマアイリス、スクラムトライ、日本スカイウェイ）

### 受賞
- 第12回シネマニラ国際映画祭 グランプリ、最優秀俳優賞（アンサンブルキャスト）
- 第23回東京国際映画祭 コンペティション正式出品作品
- 第65回毎日映画コンクール 撮影賞、音楽賞
- 第84回キネマ旬報ベストテン 第9位
- 第25回高崎映画祭 特別賞
- 2010年松本CINEMAセレクト・アワード 最優秀映画賞
- 2011年フランス・ドーヴィルアジアン映画祭 審査員特別賞

### DVD・Blu-ray Disc
全て2011年（平成23年）11月3日発売。
- 海炭市叙景 DVD-BOX
- 海炭市叙景 DVD（通常版）
- 海炭市叙景 Blu-ray BOX
- 海炭市叙景 Blu-ray Disc（通常版）